# Nagur Pane
Nagur Pane is een bestuurslaag in het regentschap Serdang Bedagai van de provincie Noord-Sumatra, Indonesië. Nagur Pane telt 1218 inwoners (volkstelling 2010).